# آرش أفشين
آرش افشین (21 يناير 1989 برامز في إيران - ) هو لاعب كرة قدم إيراني في مركز الهجوم. شارك مع منتخب إيران تحت 23 سنة لكرة القدم ومنتخب إيران لكرة القدم. أما مع النوادي، فقد لعب مع نادي سباهان أصفهان ونادي فولاد خوزستان ونادي ملوان.

## مسيرته الكروية
لعب آرش أفشين خلال مسيرته الاحترافية مع 5 أندية في أحد عشر موسمًا وسجل خلالها 26 هدفًا ضمن 160 مباراة. ولم يفز بأي موسم بالكأس وفاز في موسم واحد بالدوري.
خاض آرش أفشين مسيرته مع نادي فولاد خوزستان في موسم 2009–10 في المرة الأولى ليلعب معه خمسة مواسم ثم في موسم 2017–18 لمدة موسم واحد، مشاركًا طوالها في 122 مباراة سجل خلالها 22 هدفًا. ثم انتقل إلى نادي ملوان في موسم 2014–15 ولمدة موسمين، حيث شارك في 8 مباريات سجل خلالها 3 أهداف. لينتقل بعدها إلى نادي استقلال خوزستان في موسم 2016–17 لمدة موسم واحد، مشاركًا في 13 مباراة ولم يسجل أي هدف.

## وصلات خارجية
- آرش أفشين على موقع قاعدة بيانات كرة القدم.إي يو (الإنجليزية)
- آرش أفشين على موقع ناشيونال فوتبول تيمز (الإنجليزية)
- آرش أفشين على موقع Soccerway.com (الإنجليزية)